# مو (حرف)
میو (بزرگ: Μ، کوچک μ) دوازدهمین حرف الفبای یونانی است. و در سیستم شمارش یونانی مقدار ۴۰ دارد. این حرف از نماد آب در خط هیروگلیف مأخوذ شده‌ است. تلفظ آن به دو صورت مو و میو است.

## نماد
از این حرف فقط در حالت کوچک استفاده می‌شود زیرا در حالت بزرگ ممکن است با حرف انگلیسی M اشتباه شود.
- در ریاضیات:
  - در نظریه موبیوس در نظریه اعداد
  - عامل انتگرال‌ساز در معادلات دیفرانسیل معمولی
  - اعضای یک جامعه در آمار
- در محاسبات:
  - پسوند اس‌آی میکرو-، با مقدار یک میلیونیوم، یا 10−6.
- فیزیک کلاسیک و مهندسی:
  - ضریب اصطکاک به عنوان مثال ضریب اصطکاک جنبشی و یا ایستایی
  - جرم کاهش یافته در مسئله دو جسم
  - چگالی خطی یا جرم تقسیم بر طول برای اجسام یک-بعدی.
  - ثابت تراوایی در الکترومغناطیس
  - گرانروی در سیالات
- در فیزیک ذرات بنیادی:
  - یک ذره بنیادی با نام میون
- در ترمودینامیک:
  - پتانسیل شیمیایی یک دستگاه.
- در مکانیک مداری:

M.
- در موسیقی:
  - Mu major chord